# Elsje Christiaens
Elsje Christiaens (ca. 1646 i Jylland – 1664 i Amsterdam), på dansk sandsynligvis Else Christensdatter, var en jysk pige på 18, der havde dræbt sin værtinde i Amsterdam, og som blev henrettet for det. Hendes lig blev vist frem på nordbredden af IJ, hvor Rembrandt van Rijn udførte to tegninger af hende. 
Kort efter at være ankommet fra Jylland til Amsterdam, hvor hun søgte arbejde som tjenestepige, kom Elsje Christiaens i skænderi med sin værtinde, fordi hun ikke kunne betale huslejen. Da skænderiet udartede, tog værtinden en kost og truede med at beslaglægge Elsjes få ejendele, hvorpå Elsje greb en økse og slog værtinden ihjel. Elsje flygtede og sprang i Damrak-kanalen, men blev hjulpet op af forbipasserende.
Hun blev nu stillet for retten og tilstod drabet. Hun blev dømt til døden ved garrottering, og hendes lig og øksen blev stillet til skue på en kag ved Volewijk. Her tegnede den 57-årige Rembrandt van Rijn to tegninger af hende. De blev længe regnet for at være fra 1655 pga. tegnestilen, men på grund af motivet kan de tidligst være fra 1664.
I 2010 udgav forfatteren Margriet de Moor en roman med titlen De schilder en het meisje om sagen. 